# Henrik (veszprémi püspök)
Henrik († 1333. május 6. után) magyar katolikus főpap.

## Élete
1296 és 1305 között váci olvasókanonok, majd nagyprépost (1305–1311) és esztergomi kanonok is (1309–1319), ezt követően budai prépost (1313–1315?). Tamás esztergomi érsek kancellárja volt sok éven át, s mint ilyen nyeri el a szepesi prépostságot (1316–1322). Prépostsága idejét látogatta meg I. Károly Róbert magyar király a Szepességet, amit a főpap festményben örökíttetett meg, s amit a 19/20. század fordulóján a káptalan templomának bejárata fölött még látható volt. 1318-ban vásárnapot szerzett Almás községnek. 1323. február 26. és 1333. május 6. között a veszprémi egyházmegye püspökeként tevékenykedett, közben királynéi kancellár is volt (1323. október 31.–1333. május 2.). Elődjeihez hasonlóan 1329-ben Ő is pert folytatott az esztergomi János-lovagok ellen.
Veszprémi széke 1334. június 2. és augusztus 28. között üresnek jegyzett.